# Bubaque
Bubaque è un settore della Guinea-Bissau facente parte della regione di Bolama.
Il settore fa parte delle Isole Bijagos e comprende diverse isole, tra cui Bubaque, Orangozinho, Meneque, Orango, Soga, Rubane, Roxa, João Viera e Canhabaque.